# Mikulovská alej
Mikulovská alej je lipová a kaštanová alej doprovázející silnici č. 40 z Mikulova směrem na Sedlec. Je přímá, v délce necelých 2 km. Alej není chráněna v kategorii památný strom.